# Chihuahua Pearl
Chihuahua Pearl is het dertiende album uit de stripreeks Blueberry van Jean-Michel Charlier (scenario) en Jean Giraud (tekeningen). Het album verscheen voor het eerst in 1975 bij zowel uitgeverij Lombard als uitgeverij Semic Press. Het album is daarna nog negen keer herdrukt, voor het laatst in 1994. Ook verscheen er een hardcover editie (1978). Chihuahua Pearl werd in 2017 samen met de delen De man die $500.000 waard was en Ballade voor een doodskist integraal uitgegeven door Dargaud. Het verhaal van Chihuahua Pearl werd voorgepubliceerd in het tijdschrift Eppo.

## Inhoud
Chihuahua Pearl is het eerste deel van een cyclus die wel tien verhalen omvat. De eerst drie delen vormen een min of meer doorlopend verhaal waarin de schat van het zuidelijke leger ter waarde van 500.000 dollar een grote rol speelt. Blueberry raakt door een toevallige gebeurtenis hierin betrokken. Van generaal Mc Pherson, adviseur van de president krijgt hij een belangrijke rol toebedeelt. Hij moet zich naar Chihuahua in Mexico begeven om daar contact te leggen met een handlanger. Om geloofwaardig over te komen verliest hij zijn aanstelling als luitenant in het Amerikaanse leger en wordt vogelvrij verklaard.

## Hoofdpersonen
- Blueberry, cavalerie luitenant
- Jim MacClure, oudere metgezel van Blueberry
- generaal Mc Pherson, presidentieel adviseur
- Vigo, commandant uit het Mexicaanse leger
- Abe Donnogan, premiejager
- Chihuahua Pearl, variété artieste

## Overig
Voor Chihuahua Pearl ontving Giraud in 1973 in Amerika de prijs van de beste buitenlandse tekenaar.